# Адольф Сакс
Адольф (Антуан Жозеф) Сакс (фр. Antoine-Joseph (Adolphe) Sax; 6 листопада 1814, Динан, Бельгія — 4 лютого 1894, Париж) — винахідник музичних інструментів, найбільш відомий винаходом саксофона й саксгорнів.

## Життєпис
Майструванню духових навчився у батька, Жозефа Шарля Сакса, який 1820 року був призначений придворним музикантом і був нагороджений рядом почесних відзнак. 1836 року Адольф Сакс емігрував до Франції, а 1842 року відкрив у Парижі фабрику духових інструментів, де одержав широку популярність як винахідник і проєктувальник.
Сакс не тільки удосконалював вже відомі духові інструменти, але й зайнявся конструюванням нових інструментів. 1845 року ним були запатентовані саксгорни — мідні духові, що знайшли застосування у духових оркестрах. Найвідомішим винаходом Адольфа Сакса став саксофон, запатентований 1846 року. Саксофон отримав визнання серед провідних композиторів Франції і 1857 року він був запрошений викладати саксофон у Паризькій консерваторії. Також Сакс видав ряд посібників гри на цьому інструменті.
Проте Адольфа Сакса постійно переслідували недобросовісні конкуренти, які звинувачували Сакса у плагіаті. Постійні судові витрати розорили Сакса, його фірма з виробництва музичних інструментів збанкрутувала, а багаторічні позови підірвали його здоров'я. Сакс помер у бідності й був похований на кладовищі Монмартр у Парижі.
Адольф Сакс був зображений на банкнотах 200 бельгійських франків, що були в обігу до введення в Бельгії євро. На звороті цієї банкноти були зображені силуети саксофоністів і силует собору й цитаделі Динана (рідного міста Сакса).
Також на його честь названо астероїд 3534 Сакс.